# رنگینک کاکل‌یشمی
رنگینک کاکل‌یشمی (نام علمی: Lepidothrix iris) نام یک گونه از سرده پولک‌موها است.